# Renauvoid
Renauvoid ist eine französische Gemeinde mit 120 Einwohnern (Stand 1. Januar 2022) im Département Vosges in der Region Grand Est (bis 2015 Lothringen). Sie gehört zum Arrondissement Épinal und zum Kommunalverband Agglomération d’Épinal.

## Geografie
Die Gemeinde Renauvoid liegt sechs Kilometer südwestlich von Épinal. Das Gemeindegebiet befindet sich im Nordosten der Vôge-Hochfläche, die die Einzugsgebiete von Rhein und Saône voneinander trennt und die europäische Hauptwasserscheide bildet.
In Renauvoid entspringen die Moselzuflüsse Ruisseau d’Olima, Ruisseau de Bertamenil und die 28 Kilometer lange Avière sowie der Ruisseau des Colnots, der über den Ruisseau des Sept Pecheurs und den Côney zur Saône entwässert. Im Nordwesten hat Renauvoid einen etwa sieben Hektar großen Anteil am Stausee Bouzey, der zur Scheitelhaltung des Canal des Vosges angelegt wurde und heute als bedeutendes Naherholungsgebiet der nahen Stadt Épinal gilt.
Charakteristisch für Renauvoid ist der Waldreichtum. Die Wälder (im Nordosten der Forêt domaniale du Ban d’Uxeguey, im Süden und Westen der Forêt d’Avière) machen drei Viertel der Gemeindefläche aus.
Renauvoid hat keinen klar definierten Ortskern, sondern besteht aus den verstreuten Weilern La Basse Henry, La Verrière, Le Savernay, Les Censes des Lois, Le Treize Canton und Olima.
Nachbargemeinden von Renauvoid sind Sanchey und Les Forges im Norden, Chantraine im Nordosten, Épinal im Osten, Uriménil und Uzemain im Süden, Girancourt im Westen sowie Chaumousey im Nordwesten.

## Geschichte
Bedingt durch die Struktur der verstreuten Höfe und Weiler ohne gewachsenen Dorfkern gibt es kaum historische Aufzeichnungen über Renauvoid. Das Gebiet der heutigen Gemeinde gehörte zur Zeit der Gründung der Abtei Deuilly im Jahr 1044 zum Bann Girandi Curtis, der neben Renauvoid (frühere Schreibweise Renaufief) auch die Orte Void-de-Girancourt, Audoncourt, Barbonfaing, Dommartin-aux-Bois, Hagémont, Méloménil, Nayémont, Thiélouze und Uzemain umfasste und dessen Zentrum sich im heutigen Girancourt befand.
Am 29. Juli 1944 stürzte ein Bomber vom Typ Avro Lancaster der Royal Air Force auf dem Weg nach Stuttgart mit sieben Soldaten aus Großbritannien, Kanada und Neuseeland nahe Renauvoid ab. Sechs Besatzungsmitglieder liegen auf dem Soldatenfriedhof in Chaumousey begraben, ein neuseeländischer Soldat überlebte. An der Absturzstelle im Forêt d’Avière wurde 2002 ein Denkmal errichtet.

### Bevölkerungsentwicklung
| Jahr      | 1962 | 1968 | 1975 | 1982 | 1990 | 1999 | 2006 | 2014 | 2022 |
| Einwohner | 69   | 90   | 72   | 72   | 90   | 103  | 117  | 115  | 120  |

Die Waldlage am Stausee Bouzey und die Nähe zur Départements-Hauptstadt Épinal zog Ende des 20. Jahrhunderts vermehrt Städter nach Renauvoid. Im Jahr 1856 wurde mit 218 Bewohnern die bisher höchste Einwohnerzahl ermittelt. Die Zahlen basieren auf den Daten von cassini.ehess und INSEE.

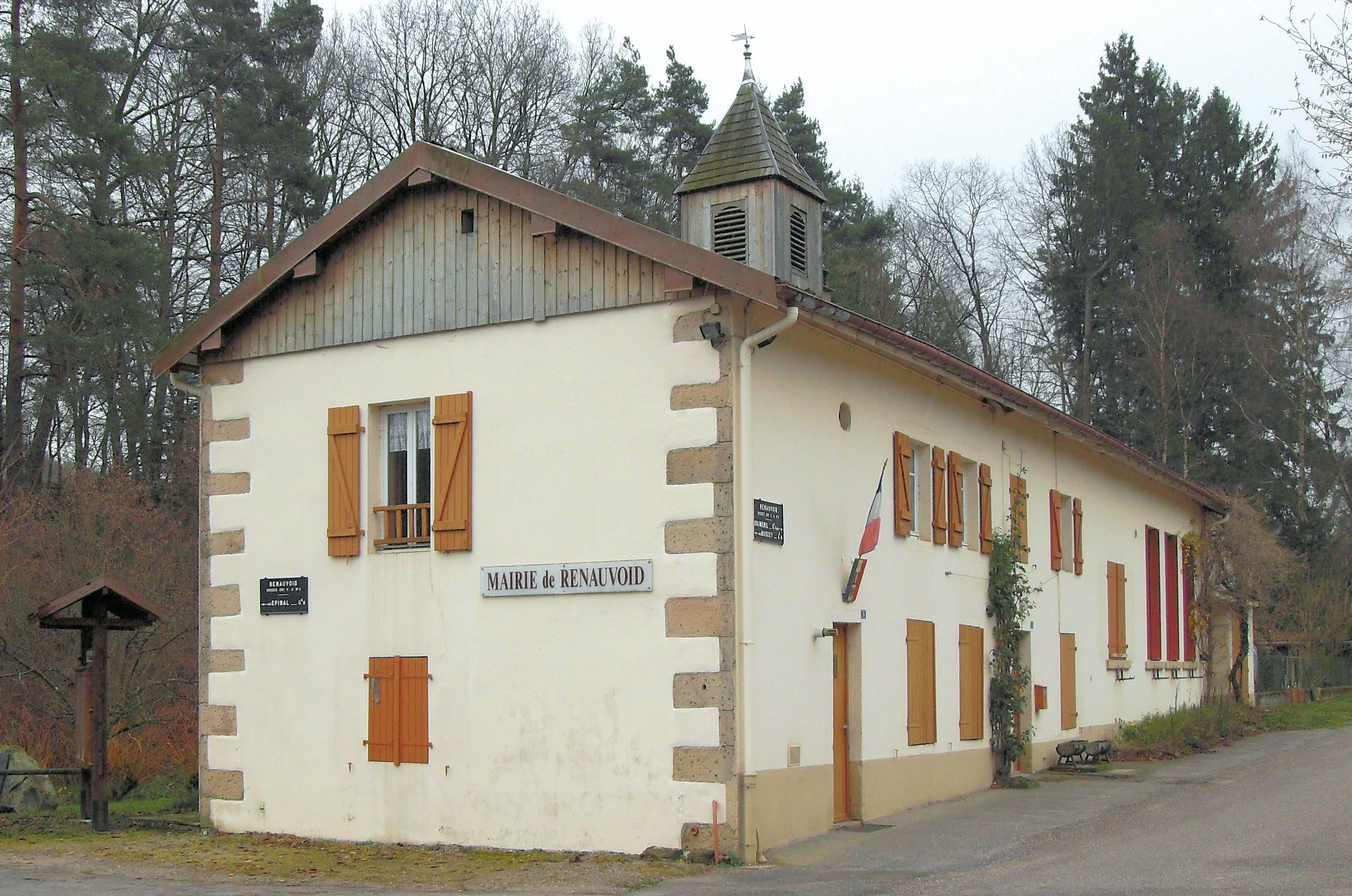
Gemeindeverwaltung (Mairie) in Renauvoid

## Wirtschaft und Infrastruktur
In der Gemeinde gibt es außerhalb der Land- und Forstwirtschaft keine Erwerbsmöglichkeiten, so ist Renauvoid hauptsächlich Wohnort von Pendlern in die nahe Stadt Épinal und die nördlichen Nachbargemeinden.
In Renauvoid sind fünf Landwirtschaftsbetriebe ansässig (Milchwirtschaft, Rinderzucht).
In Renauvoid gibt es weder Kirchen noch Kapellen. Für die Seelsorge ist die Kirche Saint-Goëry in Épinal zuständig.
Épinal ist über die Fernstraße D 51 in nordöstlicher Richtung erreichbar, nach Südwesten führt sie nach Uzemain. Über die Nachbargemeinde Sanchey besteht Anschluss an die Fernstraße D 460 von Épinal nach Darney.

## Belege
1. ↑  Ortsname auf cassini.ehess.fr
2. ↑  Quille Aumegeas: Geografie der Vogesen mit historischen Aufzeichnungen über die Vogesen von Albert Troux; Einleitung von René Martin, 8. Auflage 1951 (französisch: Aumegeas, Quille, Géographie des Vosges suivie d'une Notice historique sur le département des Vosges par Albert Troux; lettre-préface par René Martin - 8ème éd. 1951)
3. ↑  Fédération Nationale des Sous-Officiers (Memento vom 4. Oktober 2009 im Internet Archive) (französisch)
4. ↑  Renauvoid auf cassini.ehess
5. ↑  Renauvoid auf INSEE
6. ↑  Landwirtschaftsbetriebe auf annuaire-mairie.fr (französisch)
7. ↑  La Paroisse Saint-Goëry de l’agglomeration d’Épinal (französisch)